# Villanova del Battista
Villanova del Battista – miejscowość i gmina we Włoszech, w regionie Kampania, w prowincji Avellino.
Według danych na 1 stycznia 2022 roku gminę zamieszkiwało 1465 osób (705 mężczyzn i 760 kobiet).